# Венесуэльская котловина
Венесуэ́льская котлови́на — подводная котловина в западной части Атлантического океана, в Карибском море.
Котловина ограничена на западе хребтом Беата, на востоке порогом Авес, отделяется на севере от Больших Антильских островов жёлобом Муэртес, а на юге от хребта Кюрасао — Венесуэльским жёлобом. Глубина достигает 5 420 м. Мощность земной коры в котловине составляет 15 км, из которых 3 км приходится на осадочный чехол.